# David Collingridge
David George Collingridge (* 29. Dezember 1945 in London; † 2005 in England) war ein britischer Technikforscher.

## Leben
Collingridge wurde 1945 in London geboren, studierte zunächst Chemie am Imperial College (B.Sc. 1963) und dann Philosophie an der University of Warwick (M.Phil. 1970). Er lehrte von 1970 bis 1974 am Loughborough Technical College. 1974 wechselte er als Forschungsassistent (Research Fellow) an die Abteilung für Technologiepolitik (Technology Policy Unit) der Aston University, die damals von Ernest Braun geleitet wurde und eine der ersten Forschungseinheiten für Technikfolgenabschätzung in Europa war. Dort arbeitete er anfangs im Rahmen des Projekts Science in a Social Context (SISCON) und promovierte 1979 zum Doktor der Philosophie (Ph.D.) an der Aston University. Daraufhin erhielt er eine Stelle als Lecturer mit Tenure, zunächst in der Technology Policy Unit, später an der Management School. Er musste 1995 aus gesundheitlichen Gründen in Pension gehen und starb 2005.

## Leistungen
Collingridge zählt zu den am meisten zitierten Technikfolgenabschätzern der ersten Stunde. Er schrieb mehrere Bücher und zahlreiche Artikel. Sein bekanntestes Buch ist vermutlich „The Social Control of Technology“, das 1980 im Verlag Open University Press erschien und in dem das berühmte, später so genannte Collingridge-Dilemma ausgeführt wird.

## Schriften
- mit E. Braun: Technology and Survival. Butterworth, London 1977, ISBN 0-408-71301-1.
- mit E. Braun und K. Hinton: Assessment of Technological Decisions-Case Studies. Butterworth, London 1979, ISBN 0-408-71313-5.
- The Social Control of Technology. Pinter, London 1980, ISBN 0-903804-72-7.
- Critical Decision Making: A New Theory of Social Choice. Pinter, London 1982, ISBN 0-312-17418-7.
- Technology in the Policy Process. Pinter, London 1983, ISBN 0-86187-319-X.
- mit C. Reeves: Science Speaks to Power. Pinter, London 1986, ISBN 0-86187-640-7.
- Criticism: Its Philosophical Structure. University Press of America, Lanham 1987, ISBN 0-8191-6281-7.
- The Management of Scale. Routledge, London 1992, ISBN 0-415-07856-3.